# Zīārat (ort i Iran, Hormozgan, lat 26,68, long 57,07)
Zīārat (persiska: زيارت, زيارت بزرگ) är en ort i Iran.   Den ligger i provinsen Hormozgan, i den sydöstra delen av landet, 1 100 km sydost om huvudstaden Teheran. Zīārat ligger 11 meter över havet och antalet invånare är 532.
Terrängen runt Zīārat är platt. Havet är nära Zīārat västerut. Runt Zīārat är det ganska glesbefolkat, med 25 invånare per kvadratkilometer. Närmaste större samhälle är Konārjū, 6,8 km norr om Zīārat. Trakten runt Zīārat är ofruktbar med lite eller ingen växtlighet.